# إليوت ريتشاردسون (لاعب كرة قدم كندية)
إليوت ريتشاردسون هو لاعب كرة قدم كندية كندي، ولد في 26 أكتوبر 1985 في تورونتو في كندا.